# Charles E. Osgood
Charles Egerton Osgood (Somerville, Massachusetts, 1916. november 20. – 1991. szeptember 15.) amerikai pszichológus, a University of Illinois at Urbana–Champaign professzora. Legismertebb munkája a szemantikus differenciál módszer kidolgozása. A Review of General Psychology egy 2002-ben publikált felmérése alapján a 20. század 40. legidézettebb pszichológusa.

## Életútja
Massachusetts államban, Somerville-ben született és már gyermekkorában érdeklődést mutatott a szavak jelentésének tanulmányozása iránt. A középiskola befejezése utána a Dartmouth University hallgatója lett, azzal a céllal, hogy újságíró legyen belőle, azonban másodévesként elhatározta, hogy inkább pszichológiával szeretne foglalkozni. 1939-ben, BA diplomája megszerzése után összeházasodott Cynthia Luella Thorntonnal, akitől később két gyermeke (Philip Thornton és Gail Ruth) született. Tanulmányait a Yale Egyetem pszichológiai karán folytatta, ahol Robert Sears asszisztense lett. A karrierje gyorsan ívelt felfelé, PhD disszertációja nyomán két cikke is megjelent a Journal of Experimental Psychology és a Psychological Review folyóiratokban, majd professzorasszisztensi állást kapott a University of Connecticuton. 1949-ben docensi pozíciót ajánlott neki University of Illinois at Urbana–Champaign együtt egy részmunkaidős kutatói pozícióval, a frissen alapított Institue of Communication Researchnél. Az intézet alapítója, Wilbur Scramm 1957-es távozása után Osgood lett az intézet igazgatója 1965-ig.  1989-ben Korszakov-szindróma alakult ki nála, ami súlyos anterográd amnéziával is járt, ami miatt néhány évvel később nyugdíjba kellett vonulnia.

## Munkássága
Munkásságára legnagyobb hatással a neobehaviorista Clark Hull tanuláselmélete volt, 1953-ban megjelent tankönyve, a Method and Theory in Experimental Psychology a Hull-követők egyik legfontosabb műve. Jelentéstani kutatásai során alkotta meg a szemantikus differenciál módszert, ami egy mérőeszköz a fogalmak konnotatív jelentésének mérésére. A módszer magyar változatát Putnoky Jenővel együtt készítette. Kollégáival együtt megalkotta  kongruitás-elméletét, illetve foglalkozott még béketanulmányokkal, aminek egyik eredménye a GRIT módszer kidolgozása.

## Díjai
- 1960. Award for Distinguished Scientific Contributions (az Amerikai Pszichológiai Társaság díja)
- 1962. Az Amerikai Pszichológiai Társaság elnöke
- 1971. Kurt Lewin Memorial award (a Society for Psychological Study of Social Issues díja)
- 1972. A National Academy of Sciences tagjává nevezték ki
- 1976. A Peace Science Society elnöke